# Blaumonarch
Der Blaumonarch (Eutrichomyias rowleyi), auch als Silberparadiesschnäpper bezeichnet, ist eine Singvogelart aus der Familie Monarchen (Monarchidae). Er ist auf Sangihe Besar, Sangihe-Inseln, endemisch. Das Artepitheton ehrt den britischen Ornithologen George Dawson Rowley (1822–1878).

## Merkmale
Der Blaumonarch erreicht eine Körperlänge von 18 cm. Er hat einen unvollständigen weißen Augenring, der oben unterbrochen ist und sich vor und hinter dem Auge wölbt. An der Schnabelbasis sind viele sehr lange Borsten. Der Kopf ist dunkel tiefblau. Die Stirn ist heller blau mit einer leichten Verdunkelung um den Schnabel. Die Oberseite ist tiefblau, jedoch etwas heller als der Oberkopf. Die mittleren Schwanzfedern sind blau. Die Schäfte und die Zentren der Schwanzfedern sind schwarz. Die äußeren Schwanzfedern sind schwarz mit einer blauen distalen Hälfte der Außenfahnen. Die Schwungfedern sind schwärzlich grau. Die Außenfahnen haben breite blaue Fransen, die Innenfahnen haben schmale weiße Fransen. Die großen Oberflügeldecken haben sehr dunkelgraue Zentren mit breiten tiefblauen Fransen. Die mittleren und kleinen Flügeldecken sind leuchtend blau. Kinn und Kehle sind hellgrau. Die Brust und die Oberflanken sind grau mit einem leichten Blaustich. Die Unterflanken und der Bürzel sind hellgrau. Die Bauchmitte ist weiß. Die Unterbrust und der obere Bauch sind grauweiß mattiert. Die deutliche blaue Tönung deutet ein Brustband an. Die Iris ist dunkelbraun, der Schnabel ist schwarz, der Mund ist gelb, die Beine sind blau-grau und die Fußunterseite ist grau. Die Geschlechter sehen gleich aus. Die Jungvögel haben eine dunkelblaue Oberseite. Der Kopf ist kräftig graubraun verwaschen. Der partielle Augenring ist dünner und weniger auffällig als bei den Altvögeln. Die rauchgraue Unterseite ist viel dunkler als bei den Altvögeln und auf der Brust fehlt der Blauanteil.

## Systematik
Der Blaumonarch wurde 1878 von Adolf Bernhard Meyer als Zeocephus rowleyi beschrieben. 1879 wurde er von Richard Bowdler Sharpe in die Gattung Hypothymis klassifiziert, was jedoch 1911 von Harry Church Oberholser als zweifelhaft betrachtet wurde. 1939 wurde er von Wilhelm Meise in die monotypische Gattung Eutrichomyias gestellt. Die Morphologie, die Lautäußerungen und das Verhalten legten  Verwandtschaften zu Hypothymis und Terpsiphone nahe. Daher wurde der Vorschlag gemacht, die Gattung Eutrichomyias mit der Gattung Terpsiphone zu synonymisieren. Eine im Jahr 2018 veröffentlichte Studie kam zu dem Ergebnis, dass eine nahe Verwandtschaft mit dem Drongofächerschwanz (Chaetorhynchus papuensis) aus Neuguinea und dem Seidenfächerschwanz (Lamprolia victoriae) von Taveuni, Fidschi-Inseln besteht, die beide traditionell der Familie der Fächerschwänze (Rhipiduridae) zugeordnet wurden. Daher wurde vorgeschlagen, diese drei Arten in die Familie Lamproliidae zu stellen, die im Jahr 2014 von Richard Schodde und Leslie Christidis als Unterfamilie von Rhipiduridae aufgestellt und im Jahr 2016 zur Familie erhoben wurde. Die Familie wird zurzeit (2018) von der International Ornithological Union noch nicht in ihrer Systematik aufgeführt und der Blaumonarch wird zunächst weiterhin bei den Monarchen eingeordnet.

## Fortpflanzungsverhalten
Über das Fortpflanzungsverhalten ist nur wenig bekannt. Beobachtungen von Altvögeln bei der Fütterung ihrer flügge gewordenen Jungen fanden im frühen Oktober und im frühen Dezember statt. Zwei Nester, die in Unterholzbäumen entdeckt wurden, stammen höchstwahrscheinlich von dieser Art. Das becherförmige Nest wird aus getrockneten Palmblattfasern und Grasfasern errichtet und mit härteren Kletterpflanzenfasern an einer Zweiggabel befestigt. Ein Nest befand sich 2 m und das andere Nest 2,5 m über dem Boden. Die Nisttasche ist leicht oval. Der breiteste Nestdurchmesser ist 47 mm, der schmalste 39 mm. Die Nesttiefe beträgt bis 40 mm. In Größe und Form ähnelt es dem Nest des Schwarzgenickschnäppers (Hypothymis azurea).

## Status
Die IUCN klassifiziert den Blaumonarchen in die Kategorie „vom Aussterben bedroht“ (critically endangered) und schätzt den Bestand auf 19 bis 105 Exemplare. 1873 sammelte der deutsche Naturforscher Adolf Bernhard Meyer das Typusexemplar, ein Männchen, das sich im Museum für Tierkunde Dresden befindet. Im Dezember 1978 beobachtete der Ornithologe Murray D. Bruce am Mount Awu im Norden von Sangihe Besar ein einzelnes Exemplar.  Diese Beobachtung wurde jedoch erst 1986 publiziert. Im Mai und Juni 1985 suchten die Ornithologen Frank Rozendaal und Frank Lambert vergeblich nach dem Blaumonarchen. 1986 besuchte K. David Bishop dieselbe Gegend wie Bruce im Jahr 1978. Auch er konnte den Blaumonarchen nicht wiederentdecken. Dies führte zu der Annahme, dass diese Art möglicherweise bereits ausgestorben sein könnte.
Im September 1995 gab der Ornithologe Julian O. H. Small an, er hätte ein Exemplar bei Talawid Atas an den niederen Hängen des Mount Awu beobachtet. Im August 1996 unternahm Frank Lambert eine Expedition an den Mount Awu, die ergebnislos blieb. Zwischen August und Dezember 1998 begaben sich John Riley und James C. Wardell für eine Langzeitstudie an die Caldera des Vulkans Gunung Sahendaruman im Süden von Sangihe Besar, währenddessen zwei Exemplare des Blaumonarchen am 2. Oktober 1998 wiederentdeckt wurden. Bis Februar 1999 konnte eine kleine Population von Blaumonarchen in fünf Tälern bestätigt werden, einem Gebiet, in dem noch 8 km² Wald vorhanden sind. Bei den Beobachtungen im Jahr 2013 wurden sechs Exemplare gezählt. Eine Studie im Mai und Juni 2014 in 15 Tälern am Gunung Sahendaruman ergab eine Schätzung von 34 bis 105 Exemplaren. Fast auf der gesamten Insel Sangihe ist der ursprüngliche Wald gerodet und in landwirtschaftlich genutzte Flächen umgewandelt worden. Es sind jetzt wahrscheinlich noch 45 bis 60 ha geeigneter Lebensraum übrig. Die Jagd auf Kleinvögel durch Personen mit Luftgewehren ist eine zusätzliche Bedrohung. Mit Hilfe des Ökotourismus wird versucht, die Bevölkerung für den Schutz der verbliebenen Wälder zu sensibilisieren.